# Gräberfeld Smålandsstenar
Das Gräberfeld Smålandsstenar liegt zwischen Varberg und Värnamo in der Gemeinde Gislaved im Nordwesten der Provinz Småland in Schweden. 
Das Gräberfeld besteht aus fünf mittelgroßen Steinkreisen, die Brandgräber umgaben. Es steht äußerlich im Gegensatz zu gotländischen oder öländischen Gräberfeldern, die zumeist aus ungeordnet aufgestellten Monolithen bestehen. Steinsetzungen dieser Art werden in Schweden Domarringarna genannt. Einer der fünf Steinkreise ist unvollständig. Der größte Steinkreis hat einen Durchmesser von etwa 20 m und besteht aus mehr als 20 Steinen. Es wird angenommen, dass das Gräberfeld früher größer war, aber Steine für andere Zwecke entfernt wurden. Die Brandgräber wurden durch Ausgrabungen in die späte Eisenzeit datiert. Das entspricht in Mitteleuropa der Völkerwanderungszeit.